# Tipula istriana
Tipula istriana är en tvåvingeart som beskrevs av Erhan och Theowald 1961. Tipula istriana ingår i släktet Tipula och familjen storharkrankar. Inga underarter finns listade i Catalogue of Life.